# Ioannis Malachias

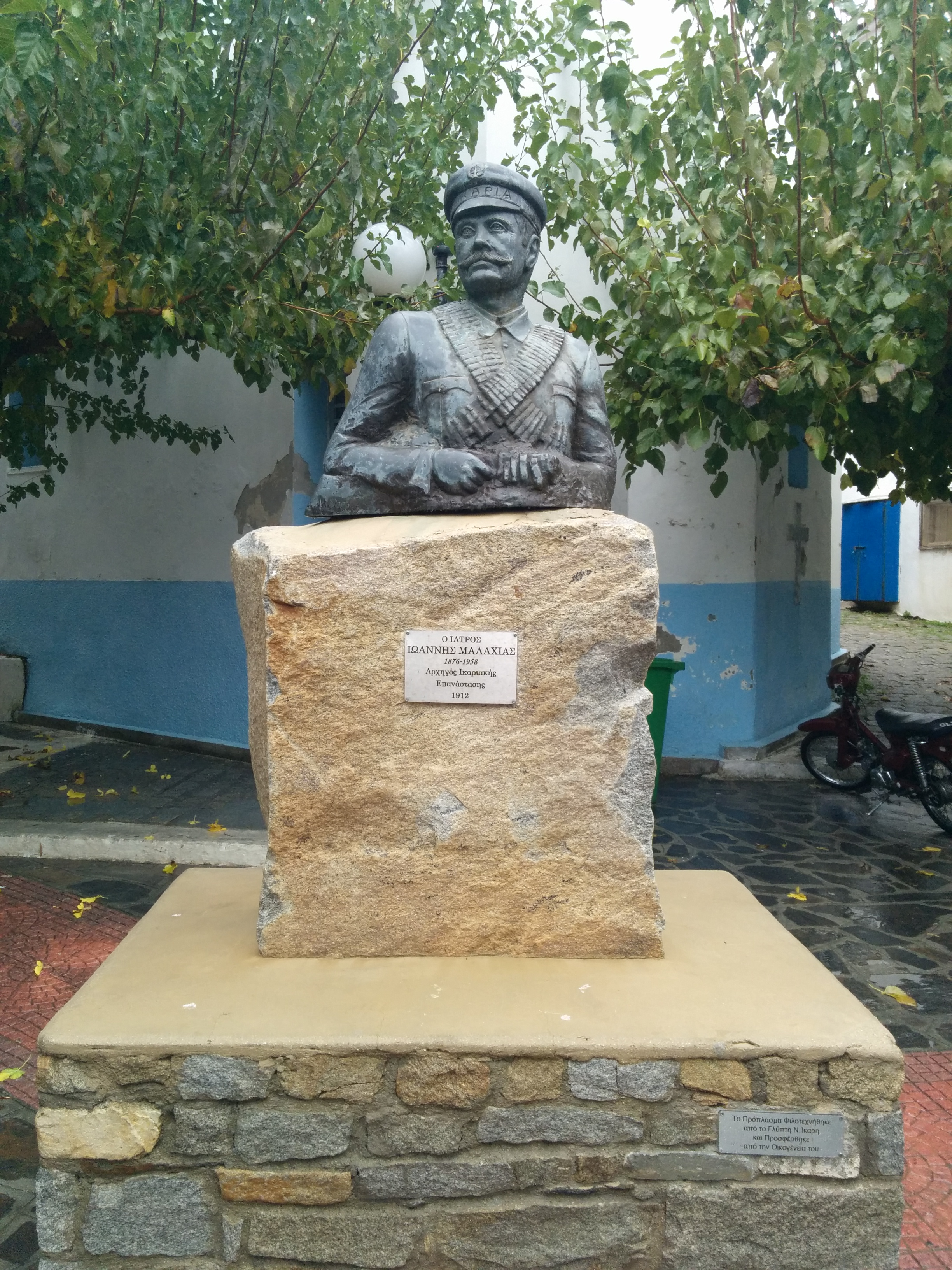
Denkmal für Ioannis Malachias in Agios Kirykos

Ioannis Malachias (griechisch Ιωάννης Μαλαχίας, * 1876 in Xylosyrtis, Gemeinde Agios Kirykos; † 1958) war ein griechischer Arzt und 1912 Präsident des kurzlebigen Freistaates Ikaria.

## Leben
Malachias studierte Medizin in Athen und Paris. Während seiner Studienzeit in Athen lernte er Eleftherios Venizelos kennen und wurde ein Anhänger der Megali Idea. Nach der Rückkehr auf seine Heimatinsel Ikaria, die damals zum Osmanischen Reich gehörte, setzte er sich für die Belange der Inselbewohner ein, die ihn 1907 zum örtlichen Muhtar wählten. Unter anderem erreichte er durch Petitionen an die Hohe Pforte, dass das Verbot des Tabakanbaus aufgehoben wurde und die Inselbewohner eine neue Einnahmequelle erhielten. Nach der Revolution der Jungtürken wurde die Selbständigkeit der Inseln der südlichen Sporaden eingeschränkt. Im Februar 1910 begann der neue Statthalter des Osmanischen Reichs, die Rechte der Muhtare zu beschneiden, 1911 wurden sie schließlich abgesetzt.
Nach der italienischen Besetzung der benachbarten Dodekanes im Italienisch-Türkischen Krieg, bereitete Malachias im Juli 1912 einen Aufstand gegen die türkische Garnison auf Ikaria vor. Am Abend des 9. Juli, dem Tag des geplanten Beginns der Revolte, wurde er jedoch verhaftet. Acht Tage später wurde die Insel durch die Aufständischen befreit und Malachias als Vorsitzender des neunköpfigen Verwaltungsrates erster und einziger Staatschef des fünf Monate existierenden Freistaates.
Malachias lebte auch weiterhin in Agios Kirykos, wo er ein kleines Hospital betrieb. Nach dem Zweiten Weltkrieg vertrat er den Distrikt Ikaria in der Präfektur Samos als Abgeordneter im griechischen Parlament.